# ابزار دیداری‌سازی
ابزار دیداری سازی
(به انگلیسی: Visualization Toolkit) یا VTK یک سیستم نرم‌افزاری متن باز و رایگان برای گرافیک کامپیوتری ۳ بعدی، مدلسازی، پردازش تصویر، نمایش (رندر) حجم یا volume rendering (تکنیک‌های ایجاد یک نمایش دو بعدی از روی مجموعه داده‌های سه بعدی گسسته نمونه برداری شده را رندرینگ حجم گویند)، دیداری سازی علمی و دیداری سازی اطلاعات است. VTK از پلت فرم‌های مختلف پشتیبانی می‌کند (قابل اجرا روی پلت فرم‌های لینوکس، ویندوز، Mac و پلت فرم‌های مبتنی بر یونیکس است). VTK محصول شرکت Kitware (www.kitware.com) است که به زبان سی پلاس پلاس و به صورت شی گرا نوشته شده‌است.